# Swing (Musical)
Ein Swing ist ein Bühnendarsteller im Musical, der mehrere Rollen oder Funktionen in derselben Produktion ausführen kann und soll. Vor allem dann, wenn eine komplizierte Regie oder Choreografie zu lernen ist, die kurzfristige Umbesetzungen schwierig macht, gibt es im Ensemble mehrere Swings. 
Im Unterschied zum Einspringer (Cover) oder dem Standby-Darsteller im Theater wartet der Swing nicht auf seinen Einsatz und wird auch nicht kurzfristig zur Mitwirkung verpflichtet. Er ist bei den Aufführungen ständig auf der Bühne und hat von Anfang an mehrere Rollen einstudiert (understudy), um bei Krankheits- oder Urlaubsabwesenheiten andere Rollen als seine eigene zu übernehmen. 
Die Swings gehören zum Mittelfeld der Darsteller. Für ein Mitglied im Chorus etwa kann die Vertretung für eine Nebenrolle eine Möglichkeit sein, sich solistisch zu profilieren.
Die Einrichtung der Swings hängt mit langen und kontinuierlichen Aufführungsreihen im En-suite-Spielbetrieb zusammen und ist im Repertoiresystem nahezu unbekannt. In der Oper gibt es zumindest für die Partien der Repertoirewerke zahlreiche Sänger, die bereit und in der Lage sind, kurzfristig einzuspringen. Die Regie ist dort selten so vielschichtig, dass eine kurze Einweisung durch die Regieassistenz zur Vorbereitung nicht genügen würde. 